# Centro malessere
Centro malessere è un singolo del cantautore italiano Giorgio Canali e del gruppo musicale italiano La Rappresentante di Lista, pubblicato il 21 novembre 2017.

## Descrizione
Il brano è stato realizzato per conto della webserie Kahbum, in cui due artisti vengono invitati in uno studio di registrazione per realizzare una canzone in novanta minuti basandosi sul titolo che viene loro indicato in un biglietto, e trasmesso per la prima volta in occasione del quinto episodio della seconda stagione.

## Tracce
Testi e musiche di Giorgio Canali, Veronica Lucchesi e Dario Mangiaracina.
1. Centro malessere – 4:11

## Formazione
- Giorgio Canali – voce, chitarra
- La Rappresentante di Lista
  - Veronica Lucchesi – voce, percussioni
  - Dario Mangiaracina – voce, tastiera